# Inspannings-ecg

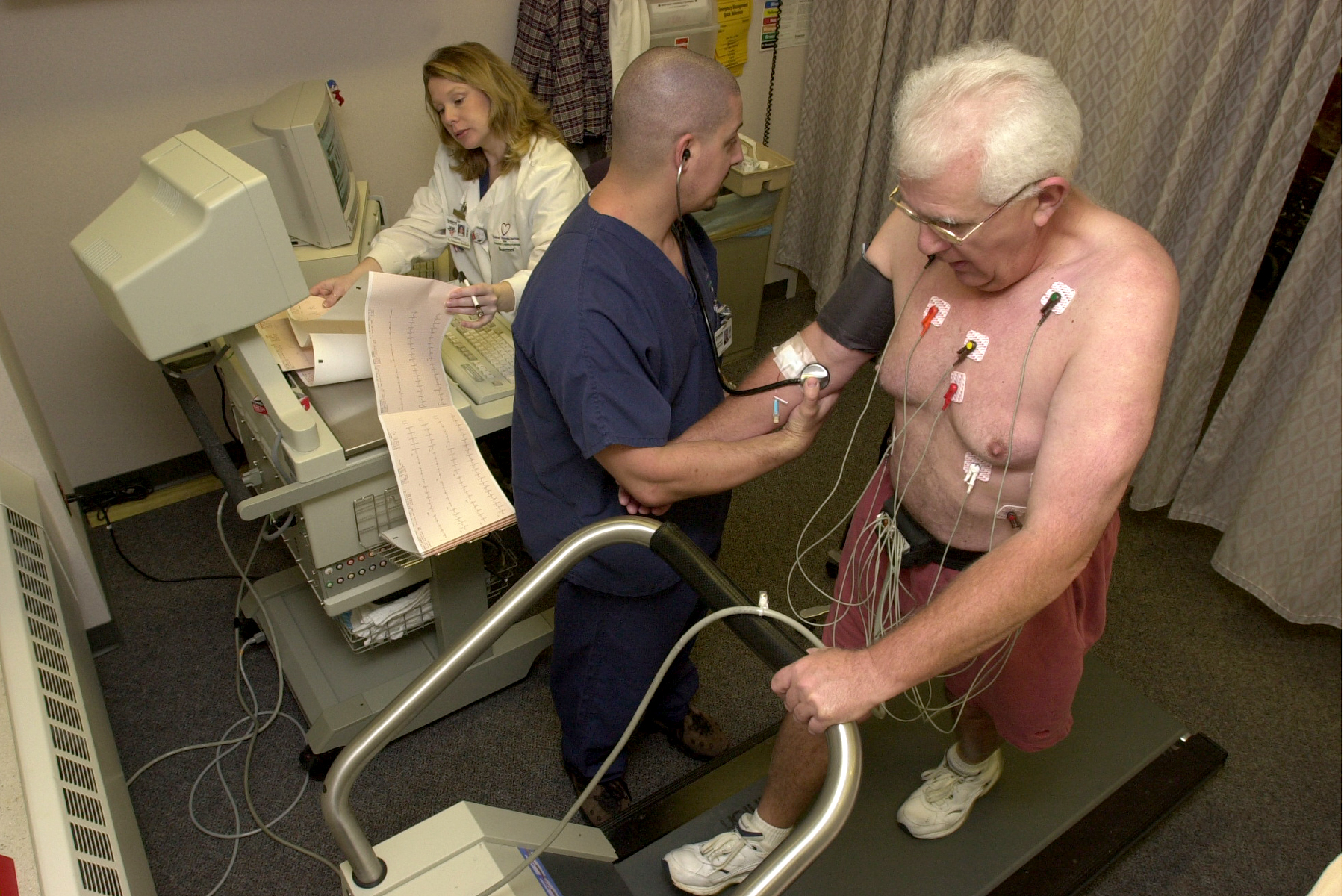
Inspannings-ecg in een Brits ziekenhuis in 2006.

Een inspannings-ecg, X-ECG, ook wel fietstest of looptest is een elektrocardiogram dat wordt vervaardigd terwijl de patiënt lichamelijke inspanning verricht, met het doel om stoornissen van het hart op te sporen die door de inspanning worden uitgelokt of verergerd. Meestal gaat het om ischemie (onvoldoende doorbloeding) maar soms om hartritmestoornissen.
De aard van de inspanning kan wisselen: meestal wordt er op een ergometer (een hometrainer die nauwkeurig instelbaar is op geijkte vermogens) gefietst, maar soms wordt gebruikgemaakt van een lopende band die sneller en steiler kan worden gezet.

## Uitvoering
De patiënt moet het bovenlichaam ontbloten en krijgt elektroden op de borst en op de ledematen geplakt. De bloeddruk wordt gemeten en de bloeddrukmanchet blijft om de arm zitten om de bloeddruk te kunnen volgen. De maximale te verrichten belasting wordt bepaald aan de hand van lengte, gewicht, geslacht en leeftijd. Nu wordt de patiënt op de fiets of op de lopende band gezet en geïnstrueerd zo lang mogelijk door te blijven fietsen of lopen, maar het wel meteen te zeggen als hij pijn op de borst krijgt of onwel wordt. 
Dan wordt de meting gestart en moet de patiënt onder bewaking van het ecg gaan fietsen of lopen. In de testruimte zijn een defibrillator en reanimatieapparatuur aanwezig; personeel dat eventueel kan reanimeren, moet in zeer korte tijd aanwezig kunnen zijn. Meestal wordt de test onder toezicht van een arts gedaan. 
Aanvankelijk is de belasting gering, maar iedere twee minuten wordt deze automatisch door een computerprogramma met 25 watt opgevoerd. De patiënt gaat door tot de theoretische belasting is bereikt, tot hij pijn op de borst aangeeft, tot de bloeddruk tot een onacceptabel hoge of lage waarde stijgt of daalt, tot het ecg duidelijke afwijkingen vertoont, al dan niet met klachten hierbij van de patiënt, of tot de patiënt gewoon niet meer kan. Voor een gezonde jonge man kan de maximale belasting bijvoorbeeld rond de 260 watt liggen, voor een bejaarde dame op 60 watt.

## Interpretatie
Een test waarbij de patiënt tot zijn of haar verwachte maximum heeft gefietst zonder klachten en zonder ecg-veranderingen is een sterk argument tegen het bestaan van significante vernauwingen in de kransslagaders van het hart. Slechts in uitzonderingsgevallen zal men dan nog nader onderzoek willen verrichten. 

Treden er wel afwijkingen op, dan kan men meestal een belangrijk eind komen in de richting van een diagnose. Alleen als de patiënt bij een gering vermogen al opgaf, is het onderzoek weinig informatief. 
Een normale test geeft overigens geen enkele garantie dat de geteste persoon geen hartaanval zal krijgen: de plaques waarop zich stolsels vormen die bij losschieten tot een infarct leiden, zijn meestal te klein om bij de test tot een verminderde doorbloeding te leiden.

## Risico's
Bij gezonden is de test nagenoeg risicoloos, maar het onderzoek vindt meestal plaats bij mensen bij wie al een verdenking bestaat op vernauwde bloedvaten in het hart en die dus een groep vormen met een flink verhoogd risico. Dit is de reden van de bovenvermelde veiligheidsmaatregelen. 

## Contra-indicaties
Bij mensen bij wie het ecg niet interpreteerbaar is voor ischemie (bv. linkerbundeltakblok), zal men terughoudend zijn, evenals bij ernstige aortastenose; in dit laatste geval kan de patiënt potentieel bij zware inspanning letterlijk dood neervallen. Bij mensen die recent een hartinfarct hebben doorgemaakt, wordt vaak na een paar weken een behoedzaam inspannings-ecg verricht om te kijken of er nog significant vernauwde bloedvaten zijn, met andere woorden, of de kans op herhaling groot is.

## Indicaties
De meest voorkomende reden is om te kijken of de pijn op de borst waar iemand over klaagt van het hart afkomstig is of niet.